# Плана
Вижте пояснителната страница за други значения на Плана.
Плана е малка и средна по височина планина в Западна България, разположена в най-източната част на Завалско-Планската планинска редица. Първоначално планината е била смятана за част от Витоша. За пръв път братя Шкорпил я наричат с името на нейния главен рид, наречен Плана и я обособяват като отделна планина.

## Географска характеристика
Тя се издига в най-източната част на Завалско-Планската планинска редица. На североизток и изток Панчаревският пролом и язовир „Искър“ на река Искър я отделят от Лозенска и Вакарелска планина, части от Ихтиманска Средна гора. На югоизток, юг и югозапад склоновете ѝ се спускат към Самоковската котловина, а на запад седловината Ярема (1290 м) я свързва с Витоша. Като конфигурация Плана наподобява Витоша, т.е. има овална форма с размери 20/17 км.
Планината има обширно заравнено било на височина 1250 – 1300 м. Най-високата ѝ точка е връх Манастирище (1337,4 м), разположен в северната ѝ част, на около 2 км северно от село Плана. Други по-високи върхове са: Мухчел (1325,6 м), Главева могила (1315 м), Вишино бърдо (1313 м).
Изградена е от Планския диоритов плутон, вместен всред кристалинни и седиментни скали с терциерна възраст. В подножието ѝ по разломните зони бликат минерални извори (Белчински бани и Железница). Климатът в по-никите части е умереноконтинентален, в по-високите планински. Отводнява се от левите притоци на река Искър: Егуля – приток на Железнишка река, Планщица, Палакария, Вуйна, Порколица и др. Преобладаващите почви са Канелени, светлокафяви и тъмнокафяви горски. По-голямата част от Плана е покрита с редки иглолистни и широколистни гори и пасища. В миналото планината изцяло е била покрита с гори, голяма част от които са изсечени за местното рударство. Част от северната ѝ половина е включена в НАТУРА 2000.

## Селища
В подножието планината и по нейните склонове са разположени 9 села: Алино, Горни Окол, Долни Окол, Ковачевци, Плана, Поповяне, Райово, Рельово, Широки дол и няколко вилни селища – Мечката, Щъркелово гнездо, Ярема, Реньов дол и др.

## Туризъм, културни забележителности
Плана не е от най-популярните за туризъм. Достъпна е от всички села. Има много немаркирани лесни за преход пътеки. Има доста хотели и ресторанти по пътищата и една хижа Пейова бука, която е затворена от няколко години. До нея може да се стигне от стената на язовир Искър, или от село Долни Пасарел (автобус 3). В планината има много красиви места, пътеки и чешми. Заслон Рай се намира на една слънчева поляна с чешма наблизо.
В Плана се намират Кокалянският манастир (в северната част, над Панчаревският пролом и Алинският манастир (на 4 км северно от село Алино). В самия център на планината, на 2 км източно от село Плана се намира астрономическа обсерватория за космически изследвания.

## Транспорт
По североизточната, източната, югозападната и западната периферия на планината преминават участъци от 3 пътя от Държавната пътна мрежа.
- По североизточното и източното ѝ подножие, по долината на река Искър, от село Кокаляне до вилна зона Мечката, на протежение от 30 км – участък от второкласен път № 82 София – Самоков – Костенец.
- По западното ѝ подножие, през седловината Ярема, между селата Железница и Поповяне, на протежение от 20 км – участък от третокласен път № 181 София – Железница – Поповяне.
- По югозападното ѝ подножие, между селата Рельово и Поповяне, на протежение от 9,1 км – участък от третокласен път № 627 Самоков – Долна Диканя – Радомир. В участъка между селата Поповяне и Горна Диканя пътят не е изграден и представлява полски (горски) път.

## Памет
На Плана планина е наречена улица в квартал „Лозенец“ в София (Карта).

## Топографска карта
- Лист от карта K-34-59. Мащаб: 1 : 100 000.
- Лист от карта K-34-60. Мащаб: 1 : 100 000.